# 訃報 1972年4月
訃報 1972年4月（ふほう 1972ねん4がつ）では、1972年（昭和47年）4月中に物故した、又は物故が報じられた人物についてまとめる。

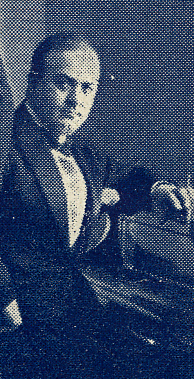
ファーディ・グローフェ / 4月3日没

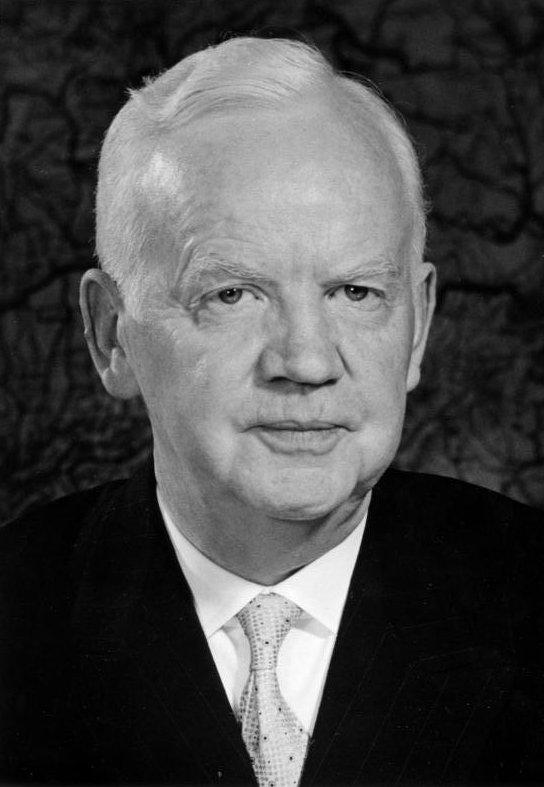
ハインリヒ・リュプケ / 4月6日没

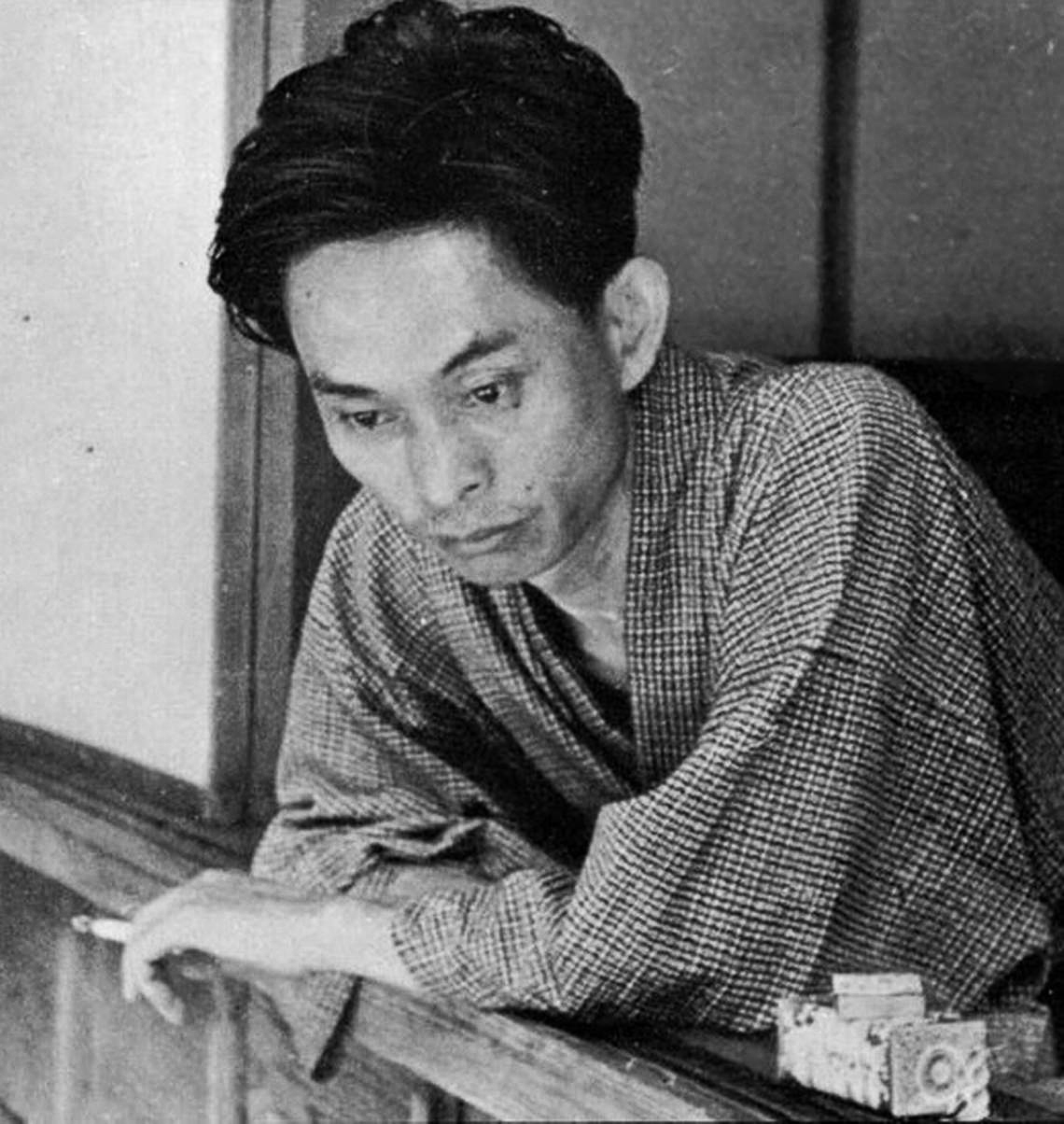
川端康成 / 4月16日没

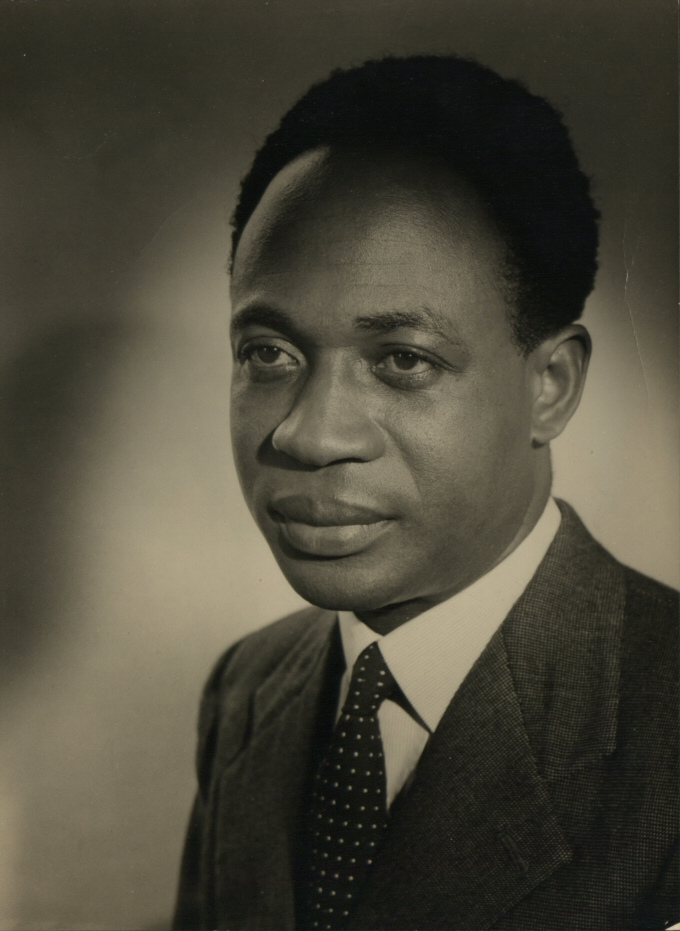
クワメ・エンクルマ / 4月27日没

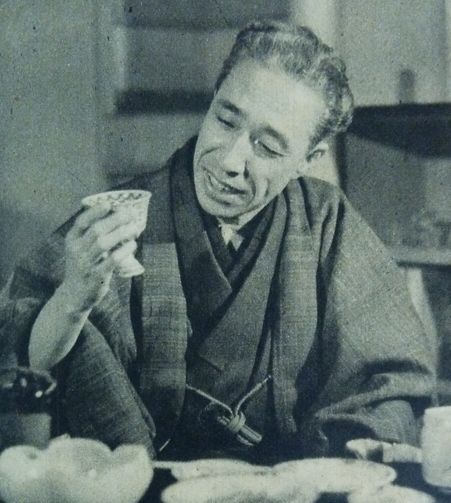
伊志井寛 / 4月29日没

## （1日 - 15日）
- 4月1日 - 池田仲誠、旧因幡国鹿奴藩池田家第12代当主（* 1882年）
- 4月2日 - ギル・ホッジス、メジャーリーグのプロ野球選手（* 1924年）
- 4月2日 - 木村寅太郎、政治家・衆議院議員（* 1902年）
- 4月3日 - ファーディ・グローフェ、作曲家（* 1892年）
- 4月3日 - 和田秀穂、海軍軍人（* 1886年）
- 4月3日 - 初代英太郎、新派俳優（* 1885年）
- 4月6日 - ハインリヒ・リュプケ、ドイツ連邦大統領（* 1894年）
- 4月7日 - 三橋鷹女、俳人（* 1899年）
- 4月8日 - シャーウィン・バジャー、フィギュアスケート選手（* 1901年）
- 4月8日 - ヘンリー・小谷、映画監督（* 1887年）
- 4月9日 - ジェームズ・F・バーンズ、第49代アメリカ合衆国国務長官（* 1882年）
- 4月9日 - 永沢邦男、慶應義塾長・法学博士（* 1899年）
- 4月9日 - 深見安博、野球選手（* 1919年）
- 4月10日 - 五十嵐健治、実業家・白洋舎創設者（* 1877年）
- 4月11日 - 堀内一弥、衛生学者（* 1912年）
- 4月11日 - 佐藤武夫、建築家（* 1899年）
- 4月14日 - 福井資明、将棋棋士（* 1888年）
- 4月14日 - 杉野目晴貞、有機化学者（* 1892年）
- 4月14日 - 佐郷屋留雄、右翼活動家（* 1908年）
- 4月15日 - フランク・ナイト、経済学者（* 1885年）
- 4月15日 - 落合寛茂、僧・政治家（* 1897年）

## （16日 - 30日）
- 4月16日 - 川端康成、小説家（* 1899年）
- 4月16日 - 北竜二、俳優・脚本家（* 1905年）
- 4月16日 - 中島清次郎、寿司職人（* 1897年）
- 4月18日 - 恩田経介、植物学者（* 1888年）
- 4月19日 - 松野尾勝明、陸軍軍人（* 1889年）
- 4月22日 - 湯浅清子、教育者・宗教家（* 1901年）
- 4月24日 - 安西正夫、実業家（* 1904年）
- 4月24日 - 菊池武一、英文学者・翻訳家（* 1896年）
- 4月25日 - ジョージ・サンダース、俳優（* 1906年）
- 4月27日 - クワメ・エンクルマ、ガーナ初代大統領・アフリカ独立運動指導者（* 1909年）
- 4月27日 - 小松山貞造、元大相撲力士（* 1913年）
- 4月29日 - マンフレート・グルリット、指揮者（* 1890年）
- 4月29日 - 宮本貞三郎、内務・警察官僚（* 1883年）
- 4月29日 - 伊志井寛、俳優（* 1901年）
- 4月30日 - 室谷邦夷、実業家（* 1897年）